# Матта, Роберто Себастьян
Роберто Себастьян Матта (исп. Roberto Sebastian Antonio Matta Echaurren; 11 ноября 1911, Сантьяго де Чили — 23 ноября 2002, Чивиттавекия, Италия) — чилийский художник-сюрреалист, скульптор, архитектор и график, друг и единомышленник Сальвадора Дали, лидер латиноамериканского арт-авангарда.

## Жизнь и творчество
Изучал архитектуру и дизайн интерьера в иезуитском колледже Святой крови и в Католическом университете Сантьяго. По окончании, в 1933 году переезжает в Париж, где два года работал в архитектурном бюро Ле Корбюзье. В это время близко сошёлся с Пабло Нерудой и Федерико Гарсиа Лоркой, которые в свою очередь познакомили его с Сальвадором Дали и Андре Бретоном. Бретон, на которого произвели впечатления рисунки Матты, пригласил его в 1937 году присоединиться к развивающемуся движению сюрреалистов. В это время полотна Матты указывали на его творческую зависимость от Танги, но уже в них была замечена та аморфная, размытая атмосфера, которая является индивидуальной для Матты в его изображениях объёмного пространства.
Матта чилийцем себя не считал: «Мне всегда казалось, что мое появление на свет в Чили — какая-то ошибка. Я не чилиец. И не француз. Меня бесит, когда ко мне пытаются прицепить национальные ярлыки»
В 1936 году Матта недолго жил в Лондоне, где работал с Вальтером Гропиусом и Ласло Мохой-Надь.
В 1937 году принимал участие в проектировании и строительстве Испанского павильона для парижской Всемирной выставки.
В конце года отправился в Скандинавию, а затем в Россию, где занимался разработкой и проектированием жилых домов.
В 1939 году Матта эмигрировал в США, где познакомился со старшим поколением сюрреалистов и дадаистов, особое впечатление на него произвело творчество Марселя Дюшана. В 1940 году в нью-йоркской галерее Жюльена Леви состоялась первая персональная выставка Матты. Начиная с 1946 года он создал серию полотен, навеянных темой Второй мировой войны — демонически-утопические видения с насекомоподобными фигурами в закрытых, изолированных помещениях — являясь одновременно стилизацией технической цивилизации.
В 1949 году Матта вернулся в Европу, жил попеременно в Англии, во Франции и в Италии. В пятидесятые и шестидесятые годы его стиль стал более жёстким и реалистичным, он посвятил свои работы также политической борьбе этой эпохи.

## Семья
Патриция Эчауррен (урожд. Кейн) — первая жена, американка, позже вышла замуж за Пьера Матисса.
Джермана Феррари — вторая жена.
Дети: Гордон Матта-Кларк — сын, художник, Себастьян Матта-Кларк — сын, художник, Рамунчо Матта, Федерика Матта, Алиса (дизайнер), Пабло Эхауррен (писатель).

## Избранные работы
- Sick Flesh (1932—1933)
- The Clown (1934)
- Untitled (Payasa) (1935)
- Panama и Wet Sheets (1936)
- La Forêt, Snail’s Trace, Composición Azul, Scénario No. 1: Succion Panique du Soleil и Morphology (1937)
- The Red Sun, Space Travel (Star Travel), To Both of You, Crucifiction (Croix Fiction), некоторые работы, названные Psychological Morphology и Morphology of Desire (1938)
- ещё работы, названные Psychological Morphology и Water (1939)
- Dark Light (1940)
- Invasion of the Night, Ecouter Vivre, Théorie de l’Arbre, Composition Abstraite, The Initiation (Origine d’un Extrême) и Foeu (1941)
- The Hanged Man, The End of Everything, The Disasters of Mysticism и The Apples we Know (1942)
- L’Oeyx, El Día es un Atentado и Redness of Lead (1943)
- обложка последнего издания журнала VVV, To Escape the Absolute, Et At It, Le Glaive et la Parole и Poing d’Hurlement (1944)
- La Femme Affamée, Abstracto, The Heart Players и Rêve ou Morte (1945)
- Le Pélerin du Doute и A Grave Situation (1946)
- Accidentalité, Metamatician # 12 и Black Mirror (1947)
- Wound Interrogation и The Prophet (1948)
- La Revécue и Woman Looked At (1949)
- C’Ontra Vosotvos Asesinon de Palomas (1950)
- Ne Songe Plus à Fuir и Les Roses Sont Belles (1951)
- Pecador Justificado и Eclosion (1952)
- Morning on Earth, Hills a Poppin, The Murder of the Rosenbergs, L’Hosticier and L’Apetite de Primer (1953)
- Abrir los Brazos Como se Abren los Ojos, Bud Sucker, The Chess Player, L’Atout и Tados Juntos en la Tierra (1954)
- Le Long Pont, Spearcing of the Grain, L’Engin dans l’Éminence и Intervision (1955)
- Banale de Venise, Heart Malitte, Fleur de Midi и Le Pianiste (1956)
- Le Point d’Ombre, L’Impencible, The And of Think и Ciel Volante (1957)
- La Chasse Spirituelle (начато в 1957), Être Cible Nous Monde, L’Etang de No, The Infancy of Concentration, Les Eviteurs и Le Courier (1958)
- Un Soleil à Qui Sait Reunir, Les Faiseurs du Neant, The Clan и L’Impensable (Grand Personage) (1959)
- Couple IV (начато в 1959), Être Atout (пятичастная сюита), Vers l’Universe, Ciudad Cósmica и Design of Intuition (1960)
- Vivir Enfrentando las Flechas (1961)
- Les Moyens du Creafeur, Claustrophobic Vaincue и Mal de Terre (1962)
- Eve Vielle (1963)
- Éros Semens (триптих, начат в 1962) и La Luz del Proscrito (начато в 1963) (1964)
- La Térre Uni (1965)
- Le où A Marée Haute и La Promenade de Vénus (1966)
- Signe of the Times и Morire per Amore (1967)
- Malitte (мебель, между 1966 и 1968) и La Caza de Adolescentes (1968)
- Lieberos, Nude Hiding in the Forest и Verginosamente (1969)
- Elle Logela Folie, Je-ographie, El Hombre de la Lampara и MAgriTTA Chair (1970)
- Otto Por Tre и Paralelles de la Viel (1971)
- Coigitum и The Upheaval of One’s Ocean (1972)
- La Vida Allende la Muerte, Senile d’Incertitude, Migration des Révoltes и Hom’mer (Chaosmos) (сюита из десяти офортов с акватинтой) (1973)
- Explosant Fixe, Je M’Espionne, Deep Mars, L’Aube Permanente и Cadran d’Incendies (1974)
- Mas Ceilin и Illumine le Temps (1975)
- Wake (начато в 1974), Une d’Une и Les Voix des Temples (1976)
- Rooming Life, L’Ombre de l’Invisible и Ouvre l’Instant (1977)
- Carré-four и Dedalopolous (1978)
- Polimorfologia (1979)
- Il Proprio Corno Mio, Laocoontare (La Guerra Delle Idee) и Pyrocentre (1980)
- Las Scillabas de Scylla, El Espejo de Cronos и El Verbo América (1981)
- Geomagnética de Danza (начато в 1981), Ils Sexplose, Passo Interno di Mercurio, Labirintad и The Sign (1982)
- Morphologie de la Gaîté, Logos Men и Artificial Lucidity (1983)
- Ecran de la Mémoire и Le Dauphin de la Memoire (1984)
- Simposio o Composio (1985)
- Mi-mosa, 24 Mai 1986, Une Pierre Qui Regagnera le Ciel and Oeramen, la Conscience est un Arbre Vetroresina (1986)
- D’Âme et d’Eve (1987)
- Être Cri (1988)
- Violetation и L’Envenement Non Identifié (1989)
- A l’Intérieur de la Rose, Omnipuissance du Rouge, Navigateur и Haiku (1990)
- Parmi les Désirs и Ma Dame (1991)
- Champ du Vide, Cosmo-now, Le Désnomeur Rénomme и Farfallacqua (1992)
- Leaving Your Grass, Vertige du Vertige, Torinox и Colomberos (1993)
- Vent d’Atomes (1994)
- Les Arpèges, L’Âme du Fond и Melodia-Melodio (1995)
- The Road to Heaven, Storming Water River и Redness of Blue (1996)
- Flowerita и Oak Flower (1997)
- Youniverso (1998)
- Blanche ou Fleur (1999)
- N’ou’s Autres (2000)
- Post History Chicken Flowers, La Dulce Acqua Vita и La Source du Calme (2002)

## Gallery

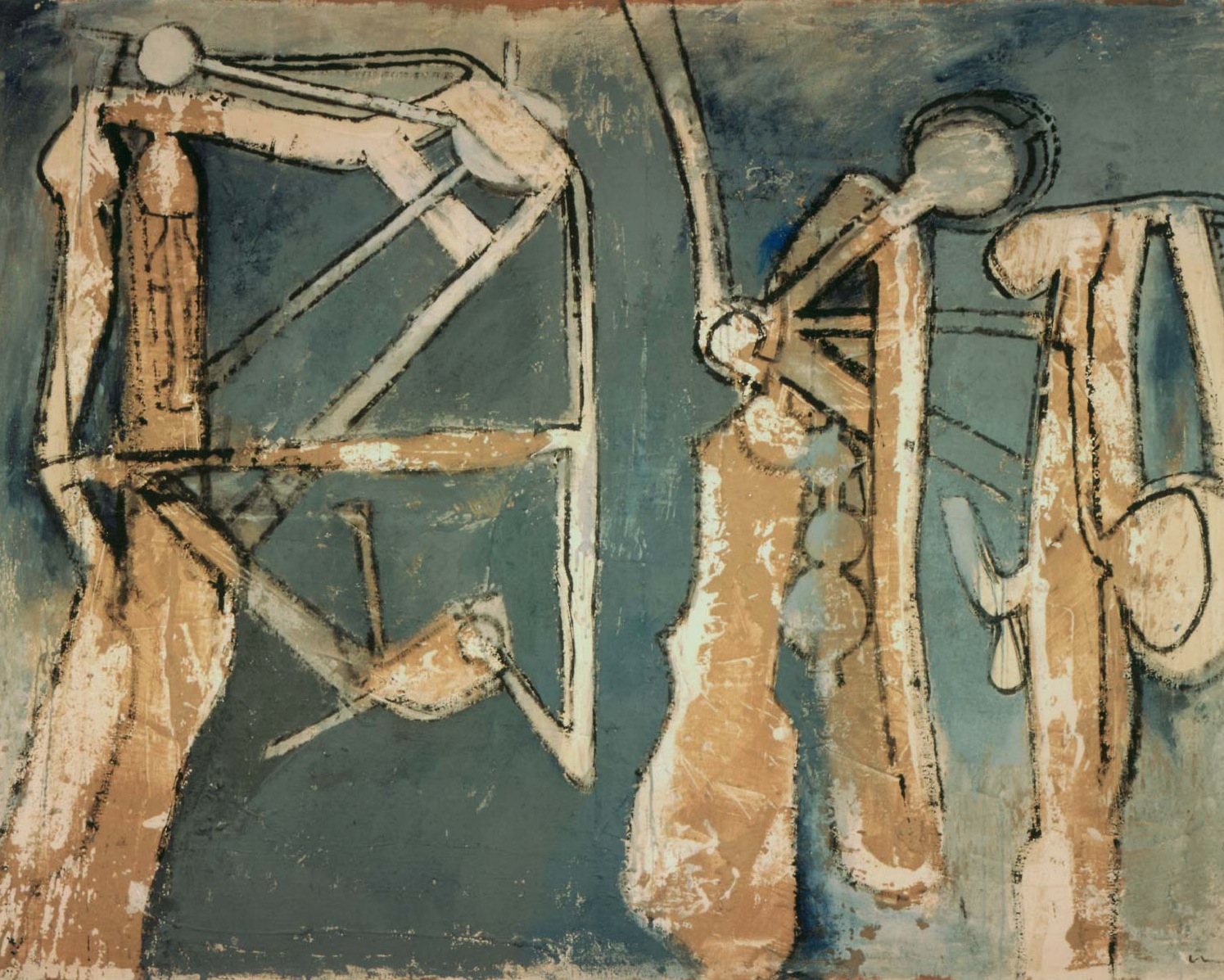
Three Figures, 1958c., Центр изобразительных искусств имени М.Т. Абрахама
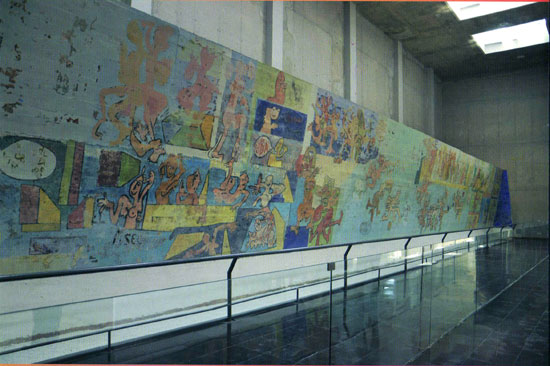

## Награды
- Орден Габриелы Мистраль (Чили).
- Медаль «Аиде Сантамария» (Куба)[8].